# Zhong Zhiguang
Zhong Zhiguang (en chino: 钟智光; 5 de febrero de 2001) es un deportista chino que compite en halterofilia. Ganó una medalla de bronce en el Campeonato Mundial de Halterofilia de 2024, en la categoría de 73 kg.

## Palmarés internacional
| Campeonato Mundial | Campeonato Mundial | Campeonato Mundial | Campeonato Mundial |
| Año                | Lugar              | Medalla            | Categoría          |
| ------------------ | ------------------ | ------------------ | ------------------ |
| 2024               | Manama (Baréin)    | Medalla de bronce  | 73 kg              |